# 1994 في فرنسا
فيما يلي قوائم الأحداث التي وقعت خلال عام 1994 في فرنسا.

## سياسة

### تعيين في المنصب
- 19 يوليو – نيكولا ساركوزي وزير الثقافة في فرنسا ‏.

### انتهاء فترة المنصب
- 24 أكتوبر – فيليب دو فيلييه نائب فرنسي.

## رياضة
- 1 يناير – دورة فرنسا المفتوحة 1994
- 1 يناير – سباق باريس روبيه 1994
- 3 يوليو – جائزة فرنسا الكبرى 1994 الفائز مايكل شوماخر.

## ظهور
- 1 يناير – فرنسا 5
- 1 يناير – كيو

## أفلام
من الأفلام التي صدرت هذه السنة في فرنسا:
- 1 يناير – الملكة مارغو من إخراج باتريس شيرو.
- 1 يناير – باب الواد سيتي من إخراج مرزاق علواش.
- 1 يناير – حرقته الشمس من إخراج نيكيتا ميخالكوف.
- 1 يناير – ساعي البريد من إخراج مايكل رادفورد.
- 1 يناير – صمت القصور من إخراج مفيدة التلاتلي.
- 1 يناير – ليون: المحترف من إخراج لوك بيسون.
- 23 فبراير – أمير جوتلاند من إخراج غابرييل أكسل.
- 28 أكتوبر – ستارغيت من إخراج رولان إيميريش.

## برامج ومسلسلات وأنمي
- ماكلاود

## كتب
من الكتب التي صدرت هذه السنة في فرنسا:
- 1 يناير – باريس في القرن العشرين من تأليف جول فيرن.

## مواليد

### يناير
- 18 يناير – ماتياس بورجو لاعب كرة مضرب فرنسي.

### فبراير
- 3 فبراير – جوردان إكوكو لاعب كرة قدم كونغولي.
- 23 فبراير – لوكاس بويلي لاعب كرة مضرب فرنسي.

### مارس
- 3 مارس – كريستوفر مافومبي لاعب كرة قدم كونغولي.
- 5 مارس – كيفين رودريغيز لاعب كرة قدم فرنسي.
- 9 مارس – جوردان أمافي لاعب كرة قدم تونسي.
- 12 مارس – بوريس دالو لاعب كرة سلة فرنسي.
- 23 مارس – لاري أزوني لاعب كرة قدم فرنسي.

### أبريل
- 7 أبريل – داكنز نازون
- 14 أبريل – فلورا كوكوريل
- 29 أبريل – فاليريان أياي لاعبة كرة سلة فرنسية.

### مايو
- 27 مايو – إيميرك لابورتي لاعب كرة قدم فرنسي.

### يونيو
- 1 يونيو – تيلي ماندلبروت ممثلة فرنسية.
- 6 يونيو – ديفيد ميشينو لاعب كرة سلة فرنسي.
- 22 يونيو – سيباستيان هولر لاعب كرة قدم فرنسي.

### يوليو
- 17 يوليو – بينجامين ميندي لاعب كرة قدم فرنسي.

### أغسطس
- 3 أغسطس – كورينتين توليسو لاعب كرة قدم فرنسي.
- 17 أغسطس – تيموي باكايوكو لاعب كرة قدم فرنسي.

### سبتمبر
- 8 سبتمبر – ألن تشير متسابق دراجات نارية فرنسي.
- 8 سبتمبر – ياسين بنزية لاعب كرة قدم فرنسي.
- 27 سبتمبر – سيندي برونا عارضة فرنسية.

### أكتوبر
- 18 أكتوبر – لوران لوكولي لاعب كرة مضرب فرنسي.
- 27 أكتوبر – كورت زوما لاعب كرة قدم فرنسي.

### نوفمبر
- 11 نوفمبر – دينيس بوانغا لاعب كرة قدم فرنسي.
- 24 نوفمبر – نبيل بن طالب نبيل بن طالب (24 نوفمبر 1994) لاعب كرة قدم فرنسي ذو أصول جزائرية يلعب حاليا في نادي توتنهام هوتسبر في الدوري الإنجليزي الممتاز.

### ديسمبر
- 13 ديسمبر – لورا فليبس لاعبة كرة يد فرنسية.
- 19 ديسمبر – مباي نيانغ لاعب كرة قدم فرنسي.

## وفيات

### يناير
- 1 يناير – أندريه جيرارد (مواليد 1911)
- 2 يناير – نوما أندوير (مواليد 1908) لاعب كرة قدم فرنسي.
- 8 يناير – رينيه فاي (مواليد 1923) درّاج طريق فرنسي.
- 30 يناير – بيير بول (مواليد 1912) روائي فرنسي.

### مارس
- 14 مارس – سيرج بلوسون (مواليد 1928) دراج فرنسي.
- 29 أبريل – مارسيل برنار (مواليد 1914) لاعب كرة مضرب فرنسي.
- 31 مارس – هنري جوهييه (مواليد 1898) فيلسوف فرنسي.

### أبريل
- 1 أبريل – روبير دوانو (مواليد 1912) مصور فرنسي.
- 29 أبريل – مارسيل برنار (مواليد 1914) لاعب كرة مضرب فرنسي.

### يوليو
- 17 يوليو – جان بورترا (مواليد 1898) لاعب كرة مضرب فرنسي.

### سبتمبر
- 10 سبتمبر – جورج بيكر (مواليد 1905)
- 30 سبتمبر – أندريه لووف (مواليد 1902)

### أكتوبر
- 15 أكتوبر – سارة كوفمان (مواليد 1934)

### نوفمبر
- 10 نوفمبر – دنيز ماسون (مواليد 1901)
- 30 نوفمبر – غي ديبور (مواليد 1931)
- 30 نوفمبر – لويس غابريلارغ (مواليد 1914) لاعب كرة قدم فرنسي.

### ديسمبر
- 13 ديسمبر – أنطوان بيناي (مواليد 1891) سياسي فرنسي.